# MNEK
MNEK(1994년 11월 9일 ~ )는 잉글랜드의 싱어송라이터이다.